# AtmosFear (Liseberg)
Pour l’article homonyme, voir Atmosfear.
AtmosFear est une tour de chute de 116 mètres de haut située dans le parc d'attractions Liseberg, à Göteborg en Suède. Elle est la seconde plus haute tour de chute d'Europe.

## Histoire
En 1990, Liseberg ouvre une tour d'observation de 146 mètres, construite par Intamin et nommée Lisebergstornet. Après vingt ans d'activité, Liseberg ferme l'attraction et commence à la rénover en mai 2010 pour la transformer en tour de chute. La tour prend le nom d'AtmosFear et devient la plus haute tour de chute d'Europe en avril 2011 et à l'époque la deuxième plus haute au monde derrière Giant Drop à Dreamworld, en Australie (119m). Elle est aujourd'hui la deuxième plus haute tour d'Europe après Highlander (120m) située à Hansa Park en Allemagne.

## Opération
L'attraction est située sur les sommets du parc Liseberg et culmine à 146m au dessus du niveau de la mer. Les passagers entrent dans la file d'attente et descendent pour accéder à la plateforme d'embarquement de 13 mètres de diamètre. 36 passagers peuvent prendre place dans la nacelle simultanément. Une fois attachés, des feux d'avertissement rouges commencent à clignoter dans la station et la nacelle commence son ascension qui s'effectue en 90 secondes environ. Une fois au sommet, à 116m, les passagers stationnent quelques secondes, pouvant ainsi observer Göteborg et le parc. La nacelle est lâchée faisant tomber la passagers de 90 m en atteignant la vitesse maximale de 109km/h et 4g. La nacelle entre enfin dans la zone de freins magnétiques qui lui permet un atterrissage en douceur. 

## Galerie

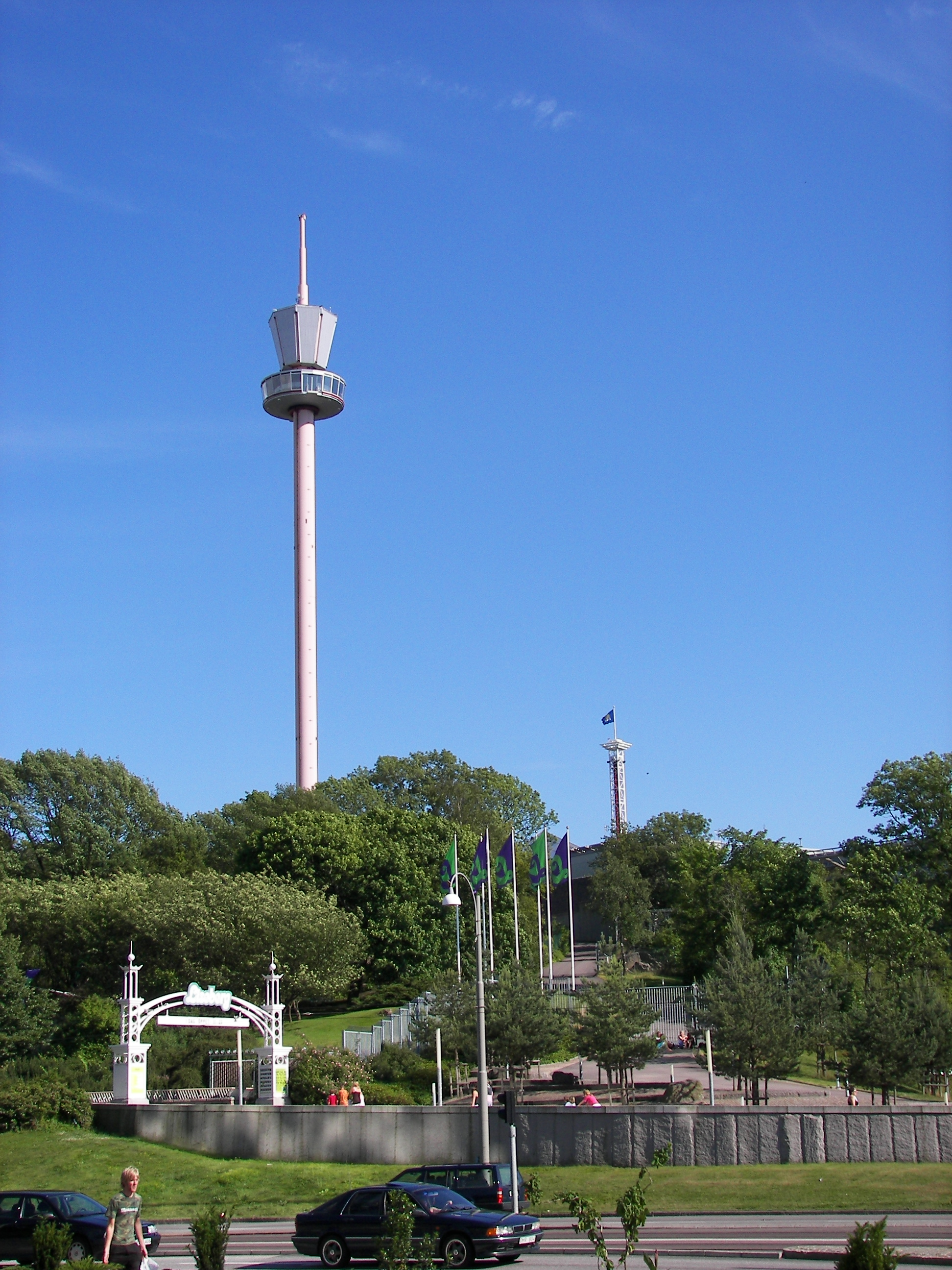
Lisebergstornet en 2006
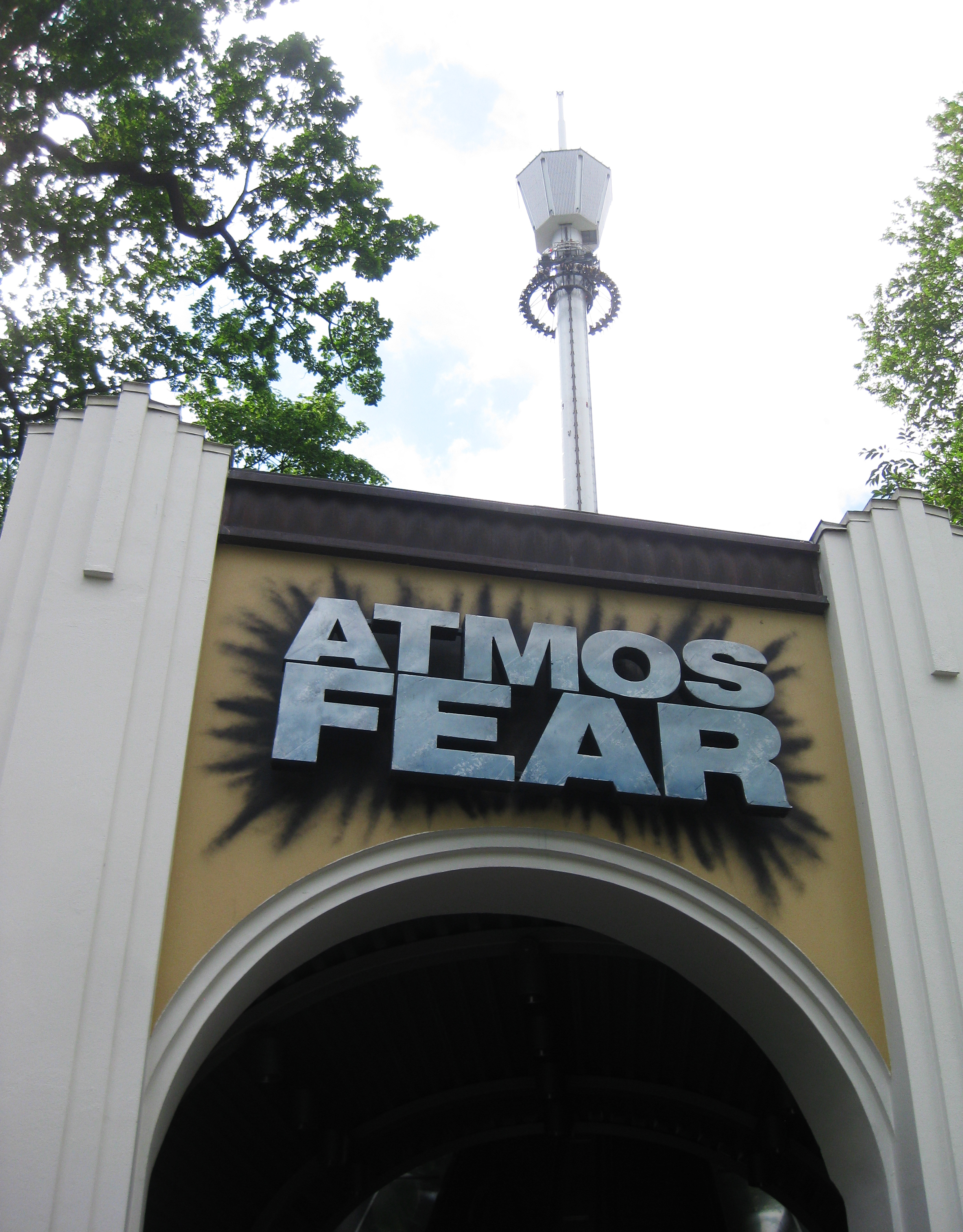
Entrée d'AtmosFear
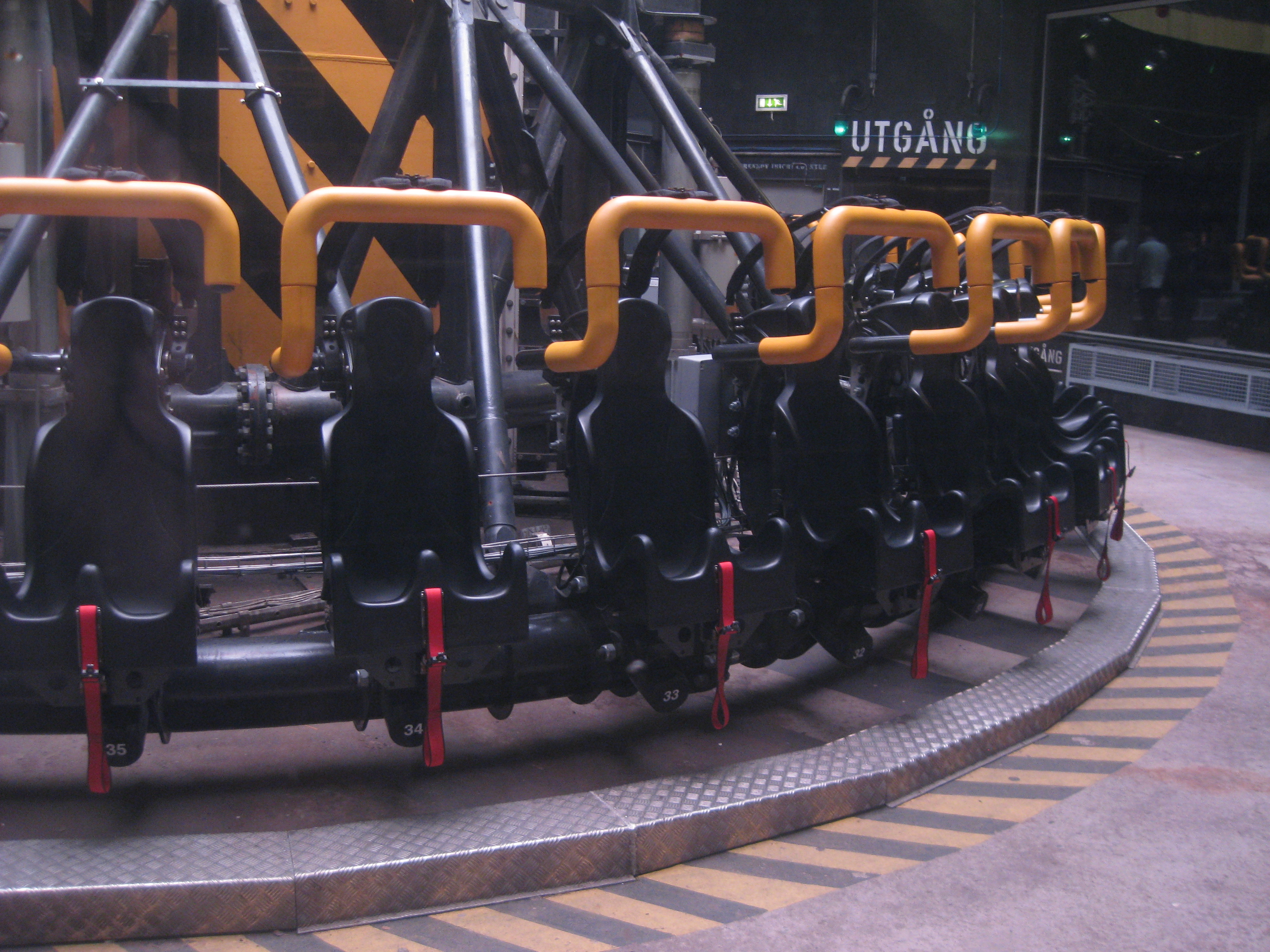
Nacelle
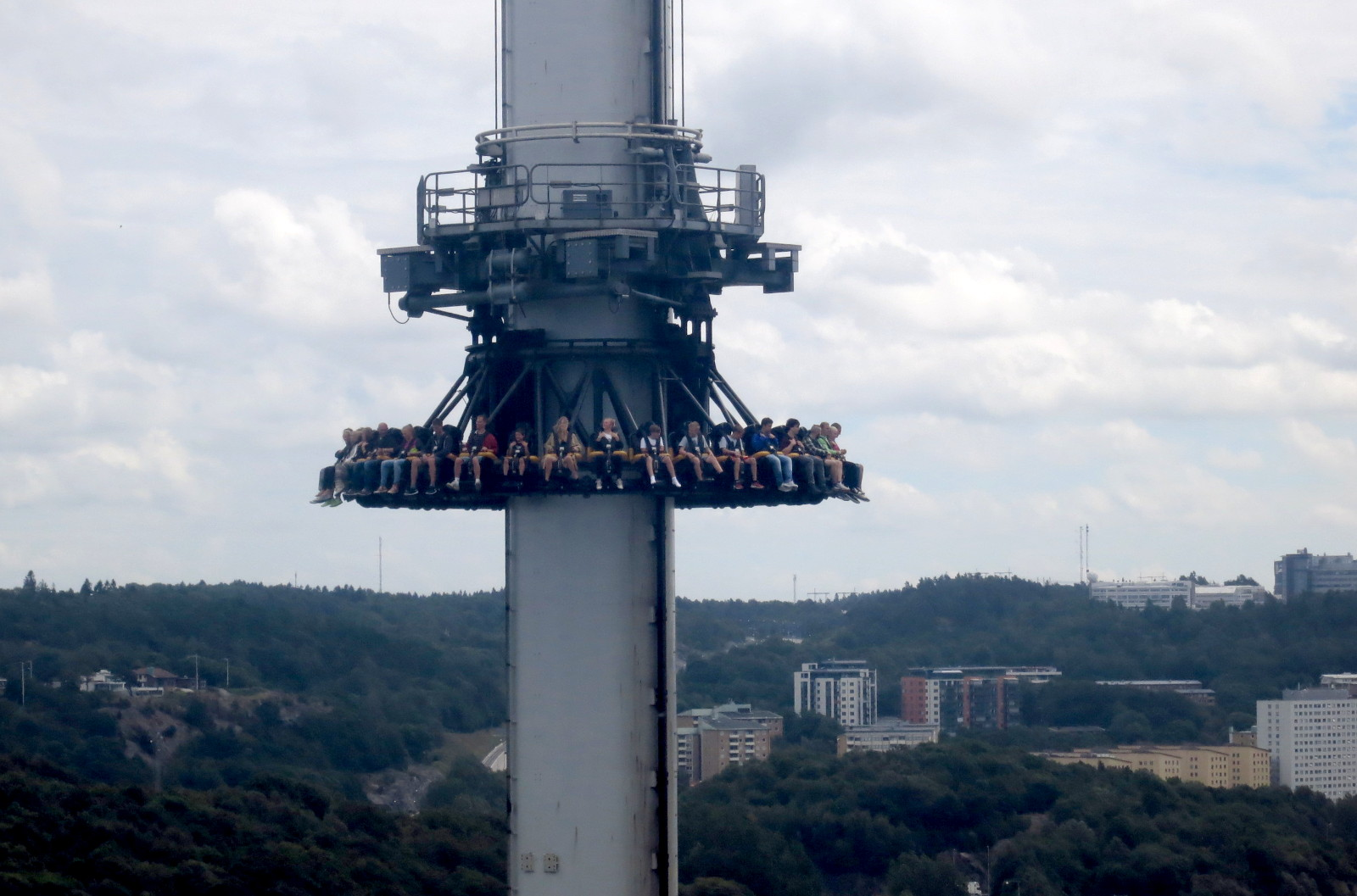
Nacelle en cours d'élévation
- Élévation et chute de la nacelle